# Take Me Out (Scandal-dal)
A Take Me Out (テイクミーアウト) a Scandal japán pop-rock együttes huszonhatodik kislemeze, amely 2016. július 27-én jelent meg az Epic Records Japan gondozásában.

## Háttér
A kislemezt 2016. május 11-én jelentették be a hetedik stúdióalbumukat, a Yellow-t népszerűsítő koncertsorozatuk első Zepp Tokyo-i állomásán, ahol a lemez címadó dalát is előadták. A dalt a Rockin’on Japan szerkesztősége egy olyan számnak írta le, ami „a Scandal kreativitásának egyetlen löketbe való sűrítése”, melyben „Haruna és Mami kettős gitárjátéka egyedi módon jelenik meg”, és melyet csak egyetlen szóval lehetne leírni – „remekmű”. A dal első rádiós premierje 2016. június 19-én, az FM802 Intro-Juice 802 című műsorában történt. Ezzel párhuzamosan a Sony Music Japan weboldalán keresztül közzétették a kiadvány fő promóciós képét, borítóit, illetve a számlistáit. A normál kiadás B oldalas számát Szuzuki, míg a két korlátozott példányszámú változat dalait Szaszazaki és Ogava hiphopduója, a Dobondobondo adja elő. 2016. július 20-án egy élő közvetítés keretében a két Dobondobondo-számot is bemutatták.
A Take Me Out gyors tempójú rockdal, melyet az együttes tizedik évfordulóját megünneplő szabadtéri fesztiválra írtak. Ugyan a szám „nyári dal”, azonban az nem tartalmazza a nacu (夏; Hepburn: natsu, ’nyár’) szót. Szövege miatt szerelmes dal, azonban azt úgy írták, hogy az „felemeli a lelket és kitárja a szíved”. A dalt a Two Door Cinema Club, a hagyományos japán fesztiválzene és a szamba inspirálta. A refrénben szereplő „pa-pa-ra pa-pa-pa-ra” sort azért adták hozzá a számhoz, hogy azt mindenki énekelni tudja. Ogava és Szaszazaki 4 évén át ideiglenes szünetet tartó Dobondobondo elnevezésű duója azért tért vissza két új számmal, mivel „rapfellendülés van a világban”. A két Dobondobondo-dal szövege a többi számukhoz igazodva az ételekre fekteti a hangsúlyt, azonban a Dobondobondo Dungeon egyben Ogava és Szaszazaki közötti „diss track” is. A Dobondobondo Dungeon a Video Action 2 kiadványon videóklipet is kapott. Az I Want You Szuzuki szólódala, melyet szintetizátoron, egy pop-rock-dance-számnak készített. Dalszövegét először teljesen angol nyelven írta, azonban később japánra fordította azt, így végül a számban elegyedik az angol és a japán nyelv.
A dal első televíziós előadására 2016. augusztus 1-jén, a TV Tokyo Premium Melodix! című műsorában került sor. A felvételek során az operatőr leesett a színpadról, így újra fel kellett venni azt.

## Borító
A korábbi kislemezek nyugat-inspirált képi világával szemben az együttes modern, monoton ruhákat visel, melyet mindenképpen „japánosabbra”, „keletiesebbre” akartak venni, Ono combjára még a Tokió (東京) kandzsikat is felfestették. A kislemez borítóját és promóciós anyagait Inaoka Ariko japán fényképész analóg fényképezőgéppel, 35mm-es és közepes méretű fotófilmmel készítette el. A JPU Records Európában nem a japán borítók egyikét, hanem egy promóciós képet használt borítónak.

## Videóklip
A dal videóklipjét Tanabe Hidenobu rendezte. A videóban az együttes fekete és fehér színek között alternáló háttér előtt adja elő a dalt, melyet gyorsan váltakozó rövid omoteszandói, sibujai és sindzsukui jelenetek szakítanak közbe. Egy hosszabb jelenetsorozatban egy fiatal lány tart karatekata-előadást a sibujai Center-gai közepén. Az együttest a Take Me Out videóklipje révén jelölték a 2016-os MTV Video Music Awards Japanen a tinik által választott legjobb előadó kategóriájában.
A dal videóklipjének rövidített verzióját 2016. július 20-án mutatták be a japán Gyao! Video on Demand-weboldalon.

## Számlista
| 1. | Take Me Out (テイクミーアウト)                | Rina | Mami | Egucsi Rjó      | 3:42 |
| 2. | I want you                                    | Rina | Rina | Siraisi Szatori | 3:36 |
| 3. | Take Me Out (Instrumental) (テイクミーアウト) | —    | Mami | Egucsi Rjó      | 3:42 |

| 1. | Take Me Out (テイクミーアウト)                                                             | Rina          | Mami   | Egucsi Rjó            | 3:42 |
| 2. | Dobondobondo Dungeon (どぼんどぼんどダンジョン; Dobondobondo-börtön; előadó: Dobondobondo) | Surprise Ueno | Shinco | Shinco, Surprise Ueno | 3:30 |
| 3. | Take Me Out (Instrumental) (テイクミーアウト)                                              | —             | Mami   | Egucsi Rjó            | 3:42 |

| 1. | Take Me Out (テイクミーアウト)                                 | Rina                     | Mami                     | Egucsi Rjó               | 3:42 |
| 2. | Szekapero (セカペロ; Evés a világ körül; előadó: Dobondobondo) | DJ Miszosiru to MC Gohan | DJ Miszosiru to MC Gohan | DJ Miszosiru to MC Gohan | 3:04 |
| 3. | Take Me Out (Instrumental) (テイクミーアウト)                  | —                        | Mami                     | Egucsi Rjó               | 3:42 |